# Guglielmo di Blois e Châteaudun
Guglielmo di Blois e di Châteaudun (772 circa – Touraine, giugno 834) fu conte di Blois e Châteaudun.

## Origine
Dei suoi ascendenti non si hanno notizie sicure, ma secondo gli Annales Bertiniani era il fratello minore del Conte d'Orléans, Oddone, che, secondo lo storico francese Philippe Levillain, era figlio del conte d'Orleans, Adrien, figlio del conte Geroldo (dopo il 1º luglio 784 -798) e di Imma (?-798), pronipote del duca d'Alemannia, Goffredo (?-706), e di Waldrada. Secondo la Vita Hludowici Imperatoris, Oddone era cugino di Bernardo di Settimania.
Il monaco Gosberto dedicò un poema a Guglielmo, conte di Blois, definendolo di nobilissimi ascendenti.

## Biografia
Di Guglielmo si sa che fu conte di Blois e di e Châteaudun, ma non si conosce l'anno (o gli anni) in cui fu investito dei due titoli. Comunque secondo l'archivista e storico, René Merlet, nel suo Les Comtes de Chartres de Châteaudun et de Blois, Guglielmo aveva ricevuto le due contee da Ludovico il Pio, che cita in un documento dell'832.
Sempre secondo il Merlet, Guglielmo amministrava anche la zona di Chartres.
Secondo la Vita Hludowici Imperatoris Guglielmo era anche Connestabile dell'imperatore, Ludovico il Pio.
Sempre secondo gli Annales Bertiniani, nell'834, durante la guerra che opponeva Ludovico il Pio al figlio Lotario I, Guglielmo col fratello Oddone, Conte d'Orléans fecero una spedizione contro Matfrid I (pretendente la contea d'Orléans) e Lamberto I di Nantes, partigiani di Lotario, e durante i combattimenti persero la vita con altri conti; il combattimento secondo il Merlet avvenne in Turenna.
Anche gli Annales Fuldenses rammentano la ribellione di Matfrid e del conte Lanberto a fianco di Lotario I ed i combattimenti che seguirono in cui trovo la morte oltre ad altri i conti di Blois e d'Orleans, Guglielmo ed Oddone I.
Secondo le Chroniques des Eglises d'Anjou invece Guglielmo e Oddone morirono combattendo Lanberto, nell'835.

## Discendenza
Di Guglielmo non si conosce né il nome né gli ascendenti di un'eventuale moglie, e non si hanno notizie di discendenti.Dio

### Fonti primarie
- (LA)  Les annales de Saint-Bertin et de Saint-Vaast.
- (LA)  Monumenta Germaniae Historica, Scriptores, tomus II.
- (LA)  Monumenta Germaniae Historica, tomus I.
- (LA)  Chroniques des Eglises d'Anjou.
- (LA)  Monumenta Germaniae Historica, Poetæ Latini ævi Carolini I, tomus I.

### Letteratura storiografica
- Gerhard Seeliger, Conquiste e incoronazione a imperatore di Carlomagno, in «Storia del mondo medievale», vol. II, 1999, pp. 358–396
- René Poupardin, Ludovico il Pio, in «Storia del mondo medievale», vol. II, 1999, pp. 558–582
- (FR)  René Merlet Les Comtes de Chartres.